# Gaius Antonius
Gaius Antonius († 42 v. Chr.) war der zweite Sohn des Marcus Antonius Creticus und somit der jüngere Bruder des Triumvirn und späteren Gegners Octavians, Marcus Antonius. Wie sein Bruder begann Gaius sein Leben, frei von elterlicher Führung, in einer Mischung aus Skandalen, Gelagen und Spielen. Während des Bürgerkriegs war Gaius Legat Caesars und zusammen mit Publius Cornelius Dolabella mit der Verteidigung von Illyricum gegen Pompeius betraut. Während Dolabellas Flotte zerstört wurde, wurde Antonius auf der Insel Curicta (heute Krk in Kroatien) festgesetzt und zur Aufgabe gezwungen (49 v. Chr.). Nach Caesars Siegen wurde er jedoch befreit und wie alle anderen Mitglieder der Familie der Antonier in hohe Ämter des cursus honorum befördert.
44 v. Chr. war Gaius Praetor, während seine Brüder Marcus und Lucius Antonius Konsul beziehungsweise Volkstribun waren. Als bald nach Caesars Ermordung der Caesarmörder Marcus Iunius Brutus, der das Amt des Stadtpraetors bekleidete, Rom verließ, übernahm Gaius dessen Aufgaben. Wenig später wurde er von seinem Bruder Marcus in die Provinz Macedonia geschickt, um das dort stehende Heer zu übernehmen. Brutus beanspruchte die Provinz aber ebenfalls. Gaius’ Heer ging zu ihm über, und Gaius geriet in Brutus’ Gewalt. Brutus behandelte ihn anfangs großzügig, befahl schließlich aber doch seinen Tod, angeblich aus Rache für Cicero und Decimus Iunius Brutus Albinus, deren Ermordung Marcus Antonius veranlasst hatte.